# Yudai Iwama
Yudai Iwama (岩間 雄大, Iwama Yudai) est un footballeur japonais né le 21 février 1986. Il évolue au poste de milieu défensif.

## Biographie
Il joue 34 matchs en première division japonaise lors de la saison 2015 avec le club du Matsumoto Yamaga.